# Snipping Tool
Snipping Tool е приложение, включено в Windows 7, Windows Vista и в Experience Pack за Windows XP Tablet PC Edition 2005. В началото е излязло като powertoy за таблети на 7 ноември 2002 г. Програмата позволява прихващане на екрана или част от него и правене на скрийншотове на прихванатите области, които могат да са отворени прозорци, правоъгълни области, област със свободна форма или цял екран. На скрийншотовете може да се добавят коментари чрез мишка или таблет и да се запазват във файлове като изображения (PNG, GIF или JPEG), на HTML страница, или на e-mail.
|  | Тази страница частично или изцяло представлява превод на страницата Snipping Tool в Уикипедия на английски. Оригиналният текст, както и този превод, са защитени от Лиценза „Криейтив Комънс – Признание – Споделяне на споделеното“, а за съдържание, създадено преди юни 2009 година – от Лиценза за свободна документация на ГНУ. Прегледайте историята на редакциите на оригиналната страница, както и на преводната страница, за да видите списъка на съавторите. ВАЖНО: Този шаблон се отнася единствено до авторските права върху съдържанието на статията. Добавянето му не отменя изискването да се посочват конкретни източници на твърденията, които да бъдат благонадеждни. |